# Yamal (brise-glace)
Pour les articles homonymes, voir Yamal.
Le Yamal (ru: Ямал) est un brise-glace à propulsion nucléaire soviétique — et désormais russe — de classe Arktika. Il doit son nom à la péninsule de Yamal, située en Sibérie occidentale.

## Caractéristiques techniques
Les brise-glaces de la classe Arktika doivent naviguer dans des eaux froides afin de permettre le refroidissement de leurs réacteurs. Il n'est donc pas possible d'effectuer des expéditions dans l'hémisphère sud.
Le Yamal emporte avec lui un hélicoptère et plusieurs canots Zodiac. Des systèmes de communication radio et satellite ont été installés et permettent une utilisation du téléphone, du fax et d'internet.

## Histoire duYamal

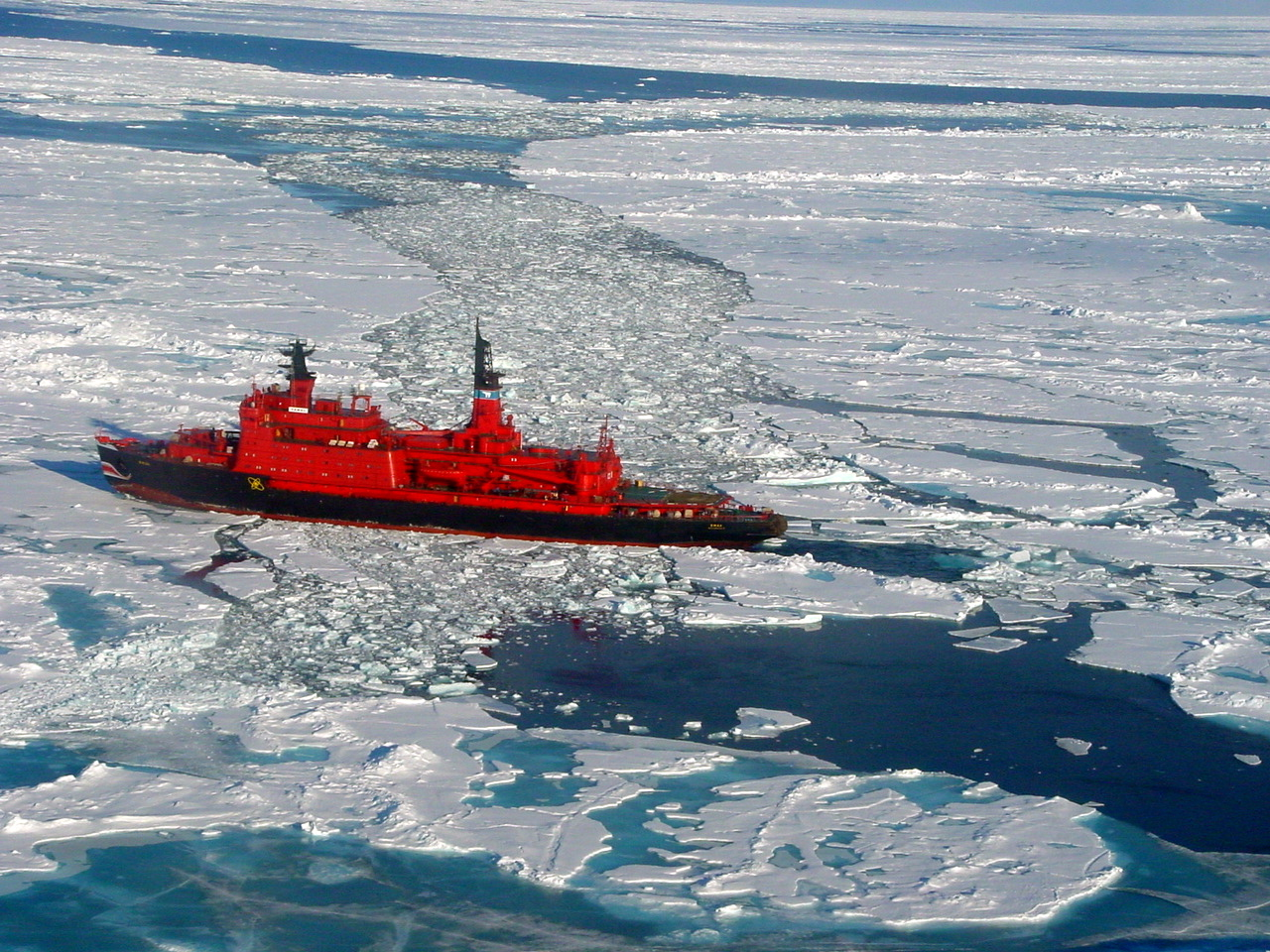
Le Yamal en route pour le pôle Nord.

Sa construction a commencé en 1986 à Saint-Pétersbourg, mais il n'a été lancé qu'en 1992, après la chute du communisme. Il n'a jamais rempli sa mission d'origine, l'ouverture des routes maritimes, mais a toujours été utilisé pour des expéditions dans l'Arctique. L'une de ces expéditions l'a notamment conduit au pôle Nord à l'occasion du changement de millénaire. Il est ainsi devenu le douzième navire de surface à atteindre le pôle Nord.
Le 23 décembre 1996, un feu a éclaté sur le bateau, provoquant la mort d'un membre de l'équipage. L'incendie a toutefois pu être maîtrisé rapidement et le réacteur nucléaire n'a pas été atteint. Le 16 mars 2009, une collision a eu lieu entre le Yamal et le MT Indiga, un pétrolier, dans la mer de Kara. Le Yamal en est ressorti indemne.
Le Conseil de sécurité de la fédération de Russie a annoncé en avril 2011 qu'une conférence scientifique consacrée à l'Arctique se tiendrait à bord du Yamal pendant trois jours en août 2011. Des chercheurs russes et étrangers y ont débattu sur la Voie maritime du Nord et la coopération en Arctique.